# Reserva natural nacional del río Nanweng en Heilongjiang
La Reserva natural nacional del río Nanweng en Heilongjiang es una reserva natural situada en el distrito de Songling, en la provincia de Heilongjiang, en el nordeste de China. Es también sitio Ramsar (número 1976 en 51°19′N 125°22′E), en una zona de transición entre los climas templado y frío, cerca de Siberia. Se encuentra a una altitud que oscila entre 370 y 1044 m. y tiene una superficie de 2295,23 km2, que abarca una parte boscosa de las montañas del Gran Jingan.

## Características
La reserva está constituida por montañas bajas y colinas. Hay unos 20 ríos, entre ellos los ríos Ergen y Nanyang, que son afluentes del río Nen, que luego se convierte en el Nenjiang. La media anual de temperatura es de 3oC bajo cero. Los inviernos son largos y duros, y duran unos nueve meses. Las temperaturas extremas son de 36oC en verano y de 48oC bajo cero en invierno, y se mantienen a bajo cero entre noventa y cien días al año. Las precipitaciones medias son de unos 500 mm.

## Fauna y flora
Además de los bosques, lo que le da categoría de sitio Ramsar son los humedales permanentes con pantanos, lagunas y ríos que albergan unas 442 especies de plantas, 216 de aves y 49 de mamíferos, incluyendo 22 especies amenazadas de aves, mamíferos y plantas, entre ellas la grulla siberiana y el kabargá o ciervo almizclero siberiano. También se encuentran el ciervo común, la liebre de montaña, la grulla de Manchuria, la cigüeña negra, la grulla monje y el águila real.
El humedal es una importante reserva de agua para unos 10 millones de personas en la cuenca del río Nen y aporta unos 350 millones de m3 de agua a la Reserva natural de Zhalong, al sur, que también es sitio Ramsar.